# Кухня Буркіна-Фасо

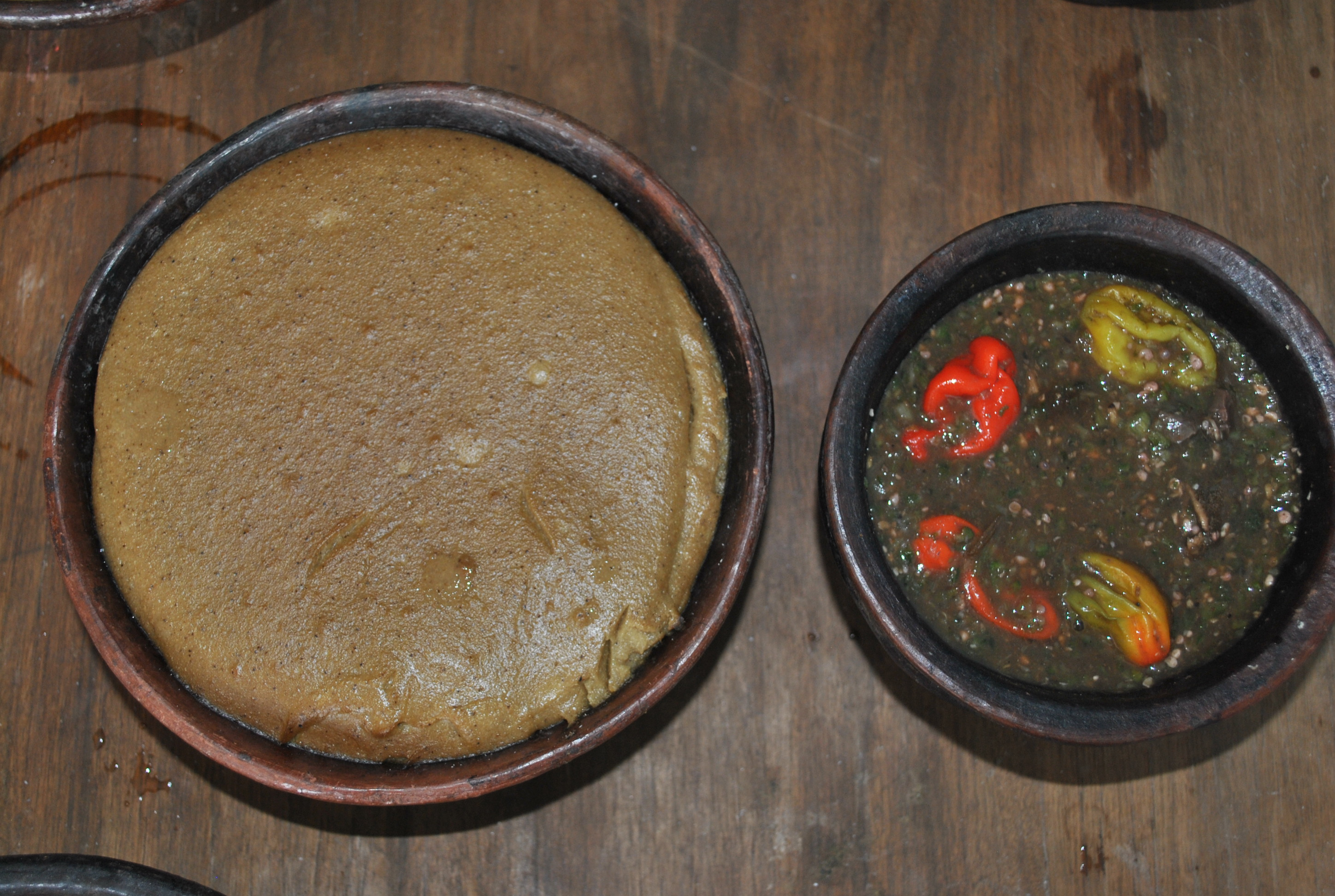
Національна страва Буркіна-Фасо, То з соусом

Кухня Буркіна-Фасо схожа на кухні інших країн Західної Африки і заснована на продуктах: сорго, просо, рис, фоніо, кукурудза, арахіс, картопля, квасоля, ямс та бамія.Рис, кукурудза і просо є найвживанішими для харчування зерновими в Буркіна-Фасо. Поширене м'ясо на грилі, особливо баранина, козлятина, яловичина та риба.
Овочі включають ямс і картоплю, бамію, помідори, кабачки, моркву, цибулю-порей, цибулю, буряк, гарбузи, огірки, капусту, щавель та шпинат.

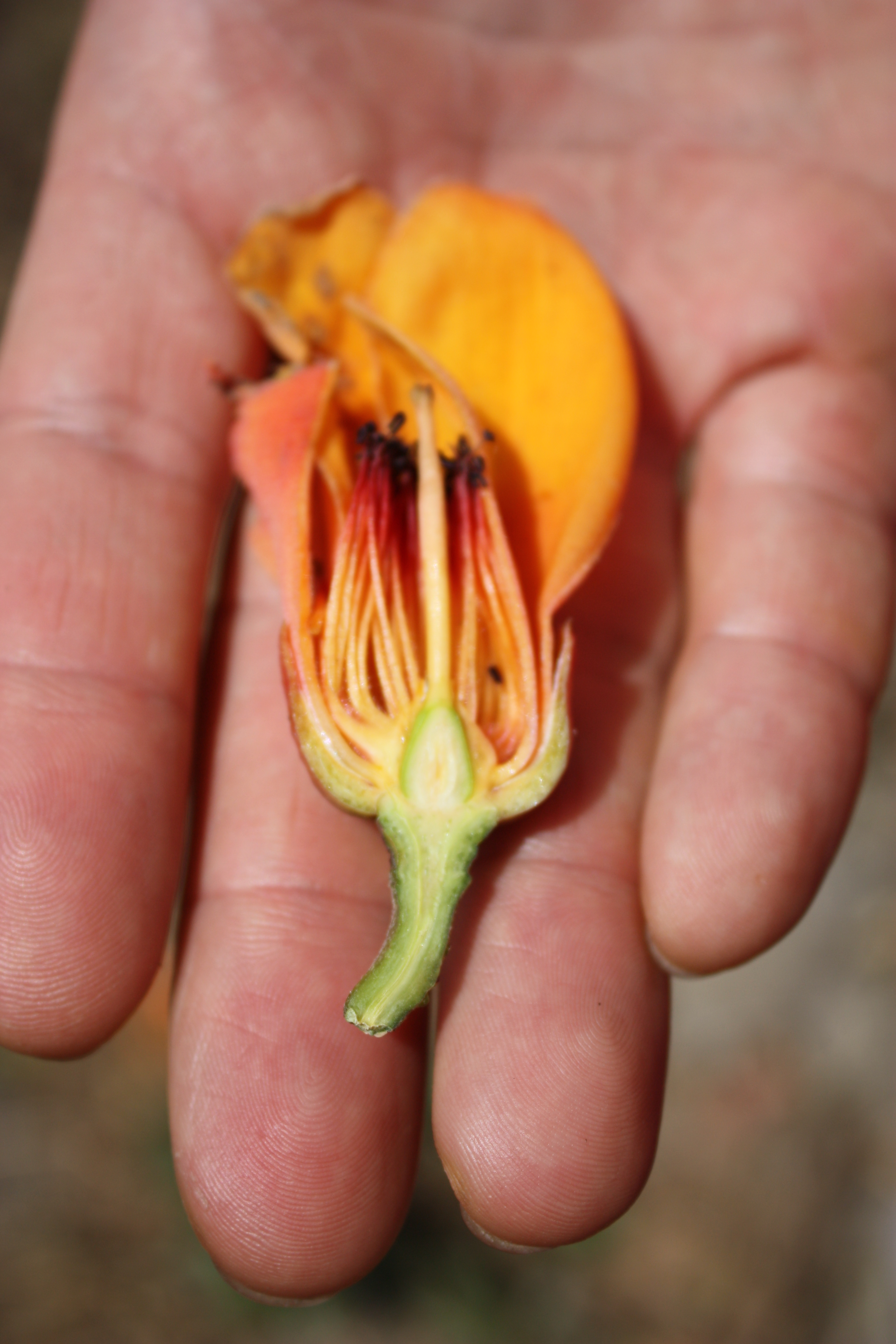
З чашолистки рослини Bombax ladoum готують соус

Хоча імпортні продукти стають все поширенішими в міських районах, харчування в сільських районах зазвичай складається зі страви То, соусу з листя джуту або баобабу, а також чашолистки дерева "Bombax ladoum", сушеної риби та спецій, таких як перець чилі та сумбала.

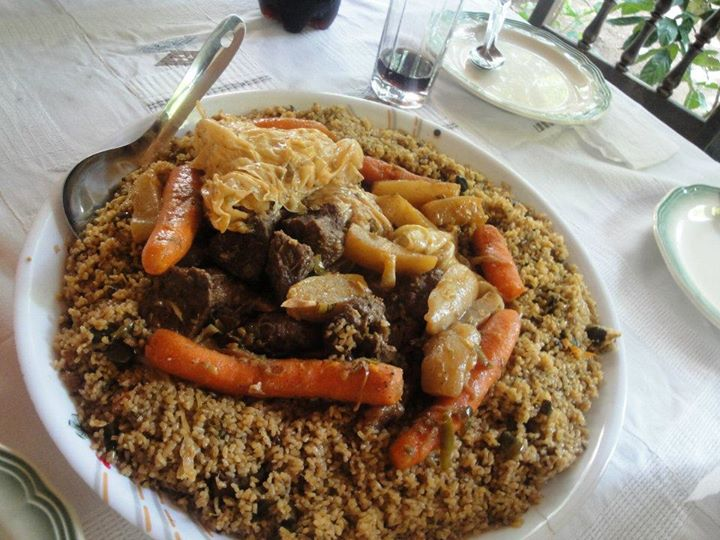
Тарілка з риз-гра

## Традиційні страви

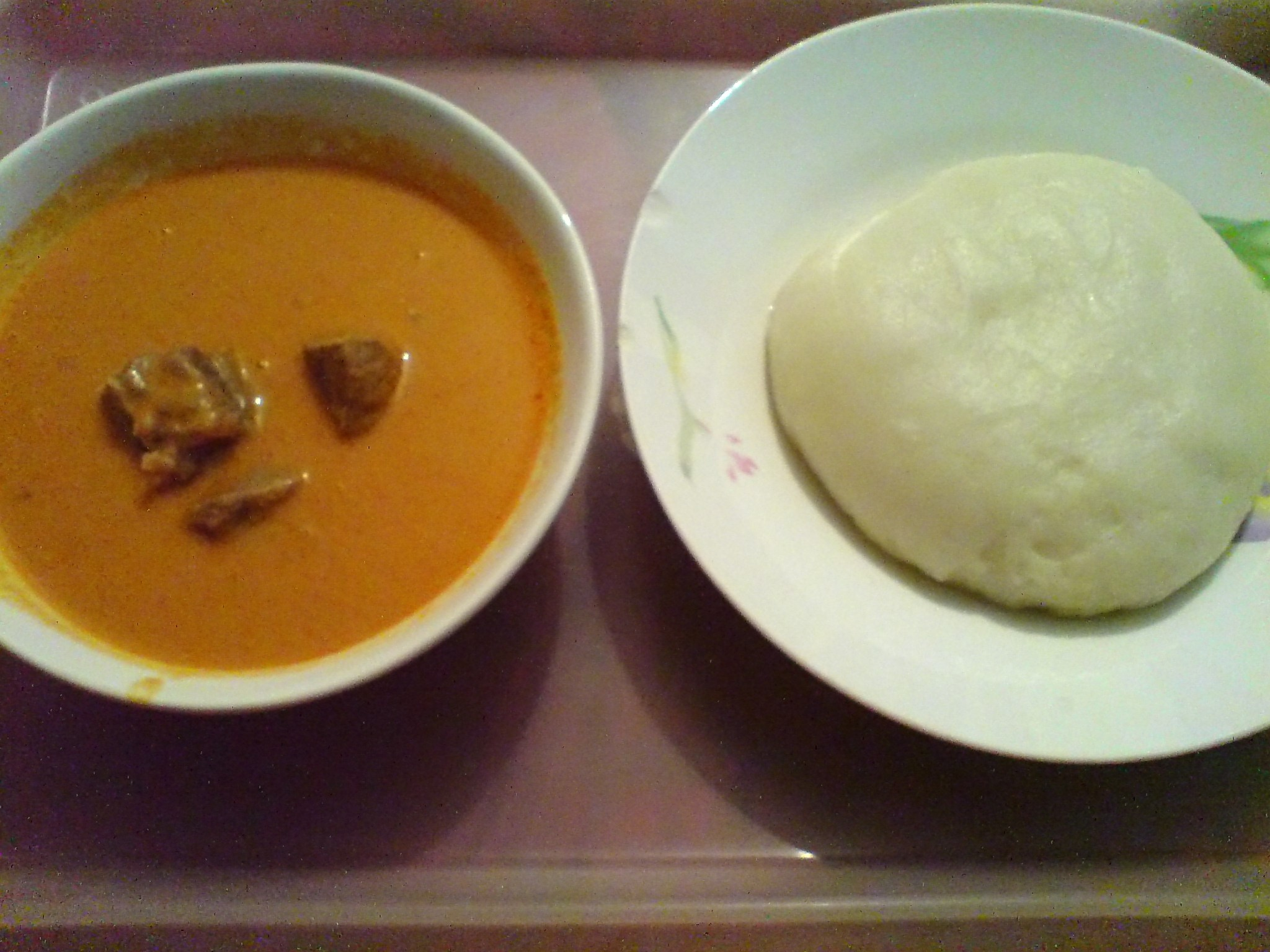
Фуфу з арахісовим супом

- Tô (Saghbo на мооре) — охолоджені коржики, нагадують поленту, які готують з меленого проса, сорго або кукурудзи. То подається з соусом з овочів, таких як помідори, перець, сумбала і морква, іноді з додаванням шматка м'яса, такого як баранина або козлятина[6]. Ця традиційна страва, яку їдять руками, є основним продуктом харчування Буркіна-Фасо[4].
- Французька зелена квасоля
- Фуфу
- Poulet Bicyclette — страва з курки на грилі, поширена в Західній Африці[4].
- Ragout d'Igname — стью з батату родом з Буркіна
- Riz gras — рис, приготовлений з цибулею, помідорами та м'ясом[3][4].
- Соус Риз
- Соус гомбо — соус з бамії
- М'ясо на шампурах
- Poulet braisé — дуже популярна в місті курка-гриль
- Babenda — стью з ферментованих бобів, риби, капусти та/або шпинату[7].

У ресторанах зазвичай подають страви Буркіна-Фасо разом із стравами сусідніх країн. Іноземні страви включають рибне або м'ясне стью, зване кеджену з Кот-д'Івуару, і Яса (курча яса), тушковану курку з лимоном і цибулею з Сенегалу.

## Напої
- Bisap — напій з кислим смаком, приготовлений з квіток Roselle (Bissap) сімейства гібіскусів[8], подсолоджений цукром
- Degue — напій з перлинного проса і йогурту.
- Dôlo — пиво з перлинного проса або сорго[9]
- Tédo — також званий Pain de Sainge, напій із плодів баобабу
- Yamaccu или Yammaccudji — напій з імбира
- Zomekome — безалкогольний напій з просового борошна, імбиру, лимонного соку та тамаринду[1]
- Tamarin — сік з тамаринду
- Jus de Weda или Jus de Liane — сік із фруктів ліани Saba senegalensis або Weda

## Галерея

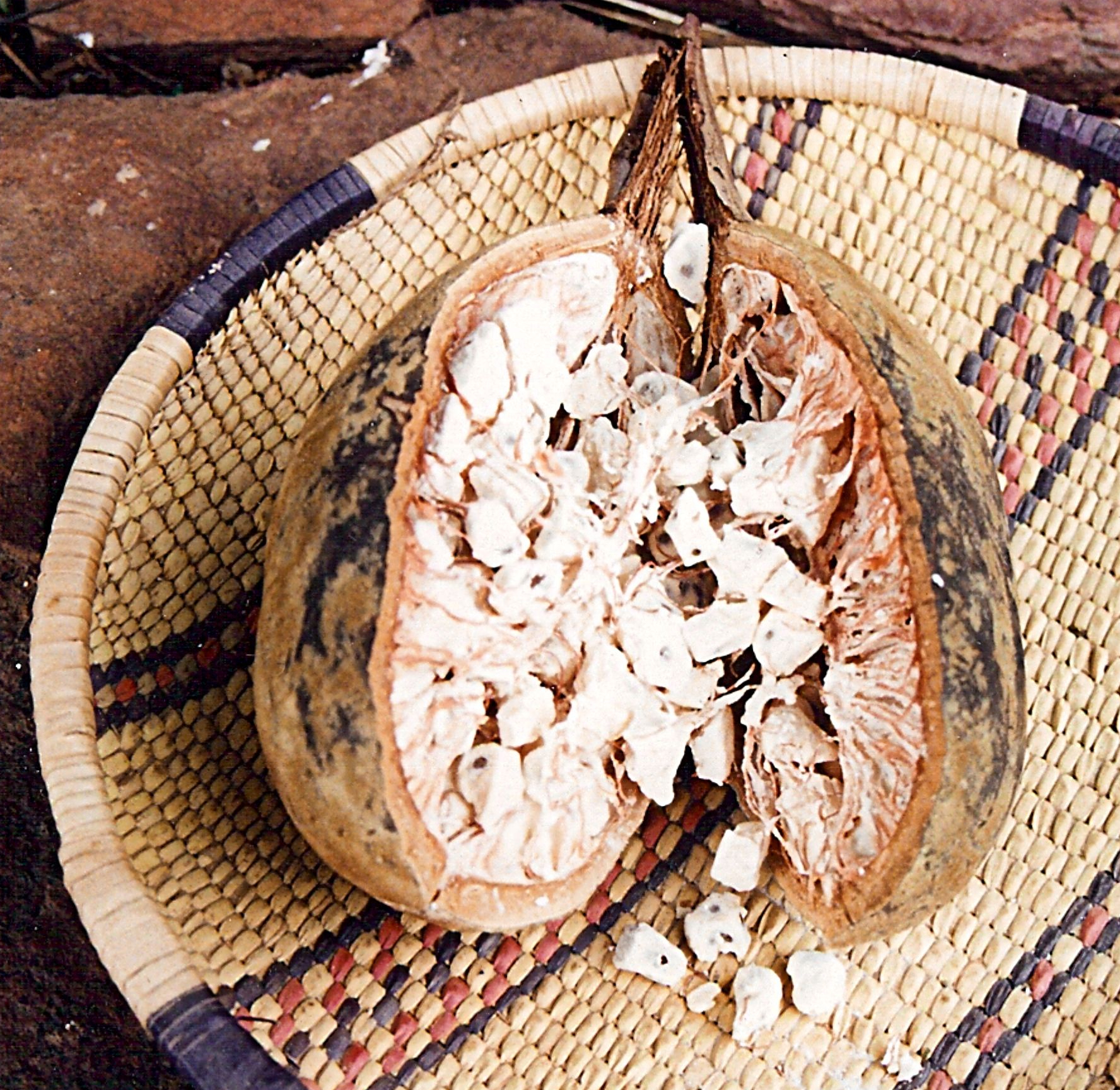
Плід баобабу
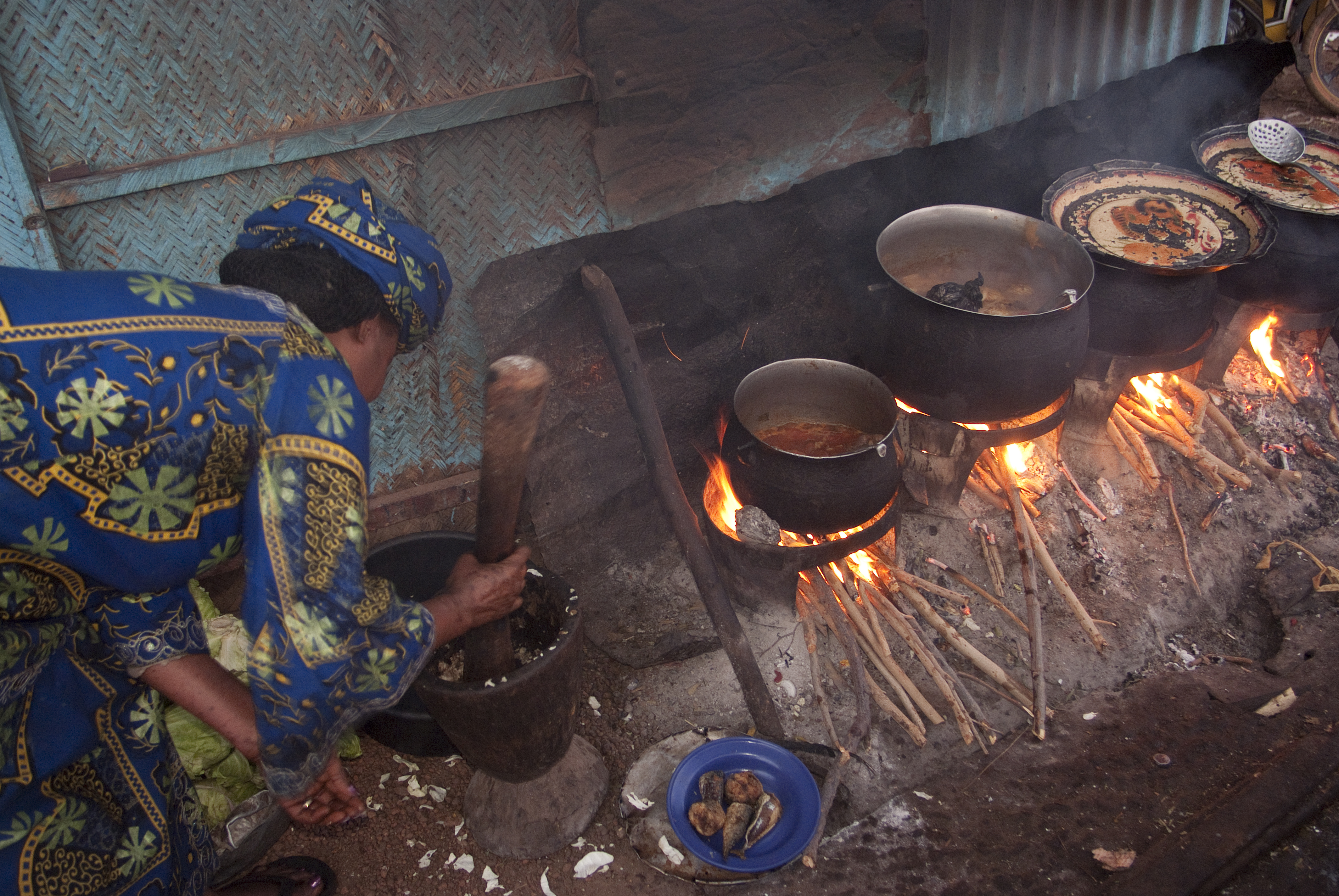
Приготування їжі в Буркіна-Фасо
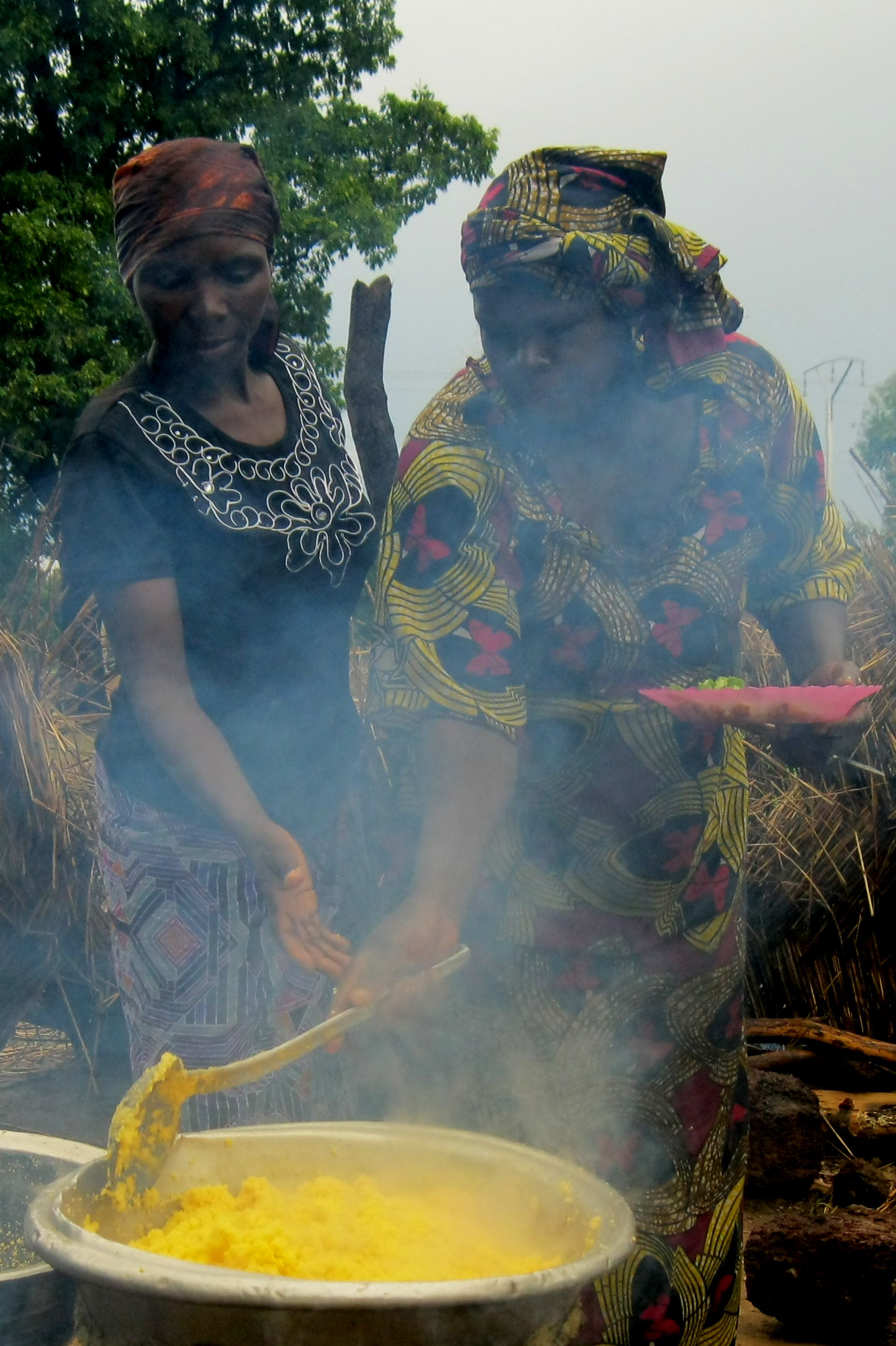
Приготування страви то